# Trohennec
Trohennec, est une petite île du golfe du Morbihan appartenant administrativement à la commune de Saint-Armel.

## Toponymie
Trohennec semble être dérivée du mot breton « Droeneg » (buisson épineux). Littéralement l’île aux épineux ou l’île épineuse.

## Référence
1. ↑  Traduction du nom de nos îles